# ГЕС Adıgüzel
ГЕС Adıgüzel — гідроелектростанція на південному сході Туреччини. Знаходячись між ГЕС Акбаш (13 МВт, вище по течії) та ГЕС Adıgüzel 2 (30 МВт), входить до складу каскаду на річці Великий Мендерес (античний Меандр), що належить до басейну Егейського моря.
У 1976—1989 роках річку перекрили кам'яно-накидною греблею заввишки 144 метрів, яка потребувала 7,1 млн м3 матеріалу. Вона утримує водосховище з площею поверхні 26 км2 та об'ємом 1076 млн м3 (корисний об'єм 822 млн м3), в якому припустиме коливання рівня у операційному режимі між позначками 406 та 454 метри НРМ.
Пригреблевий машинний зал ввели в експлуатацію у 1996 році з двома турбінами типу Френсіс потужністю по 31,4 МВт, які при напорі від 84 до 133 метрів (номінальний напір 116 метрів) забезпечують виробництво 150 млн кВт-год електроенергії на рік.
Видача продукції відбувається по ЛЕП, розрахованій на роботу під напругою 154 кВ.
Окрім виробництва електроенергії, комплекс забезпечує зрошення 95 тисяч гектарів земель.